# ICD-10 Kapitel IX - Sygdomme i kredsløbsorganer
ICD-10 Kapitel IX – Sygdomme i kredsløbsorganer er det niende kapitel i ICD-10 kodelisten. Kapitlet indeholder sygdomme i kredsløbsorganer.
| Kapitel IX – Sygdomme i kredsløbsorganer (I00-I99)                                            |
| I00-I02 - Gigtfeber                                                                           |
| --------------------------------------------------------------------------------------------- |
| I00 - Gigtfeber uden affektion af hjertet                                                     |
| I01 - Akut gigtfeber med affektion af hjertet                                                 |
| I02 - Reumatisk chorea                                                                        |
| I05-I09 - Kroniske reumatiske hjertesygdomme                                                  |
| I05 - Reumatiske affektioner af mitralklappen                                                 |
| I06 - Reumatiske affektioner af aortaklappen                                                  |
| I07 - Reumatiske affektioner af trikuspidalklappen                                            |
| I08 - Affektioner af flere hjerteklapper                                                      |
| I09 - Andre reumatiske hjertesygdomme                                                         |
| I10-I15 - Blodtryksforhøjelse                                                                 |
| I10 - Blodtryksforhøjelse af ukendt årsag                                                     |
| I11 - Hypertensiv hjertesygdom                                                                |
| I12 - Hypertensiv nyresygdom                                                                  |
| I13 - Blodtryksforhøjelse med både hjertesygdom og nyresygdom                                 |
| I15 - Blodtryksforhøjelse med kendt årsag                                                     |
| I20-I25 - Iskæmiske hjertesygdomme                                                            |
| I20 - Angina pectoris                                                                         |
| I21 - Akut myokardieinfarkt                                                                   |
| I23 - Komplikationer i efterforløbet af akut myokardieinfarkt                                 |
| I24 - Andre former for akut iskæmisk hjertesygdom                                             |
| I25 - Kronisk iskæmisk hjertesygdom                                                           |
| I26-I28 - Pulmonal hjertesygdom og sygdomme i lungekredsløbet                                 |
| I26 - Blodprop i lunge                                                                        |
| I27 - Anden pulmonal hjertesygdom                                                             |
| I28 - Andre sygdomme i lungekredsløbet                                                        |
| I30-I52 - Andre former for hjertesygdom                                                       |
| I30 - Akut perikarditis                                                                       |
| I31 - Andre sygdomme i hjertesækken                                                           |
| I32 - Perikarditis ved sygdomme klassificeret andetsteds                                      |
| I33 - Akut og subakut endokarditis                                                            |
| I34 - Ikke-reumatiske sygdomme i mitralklappen                                                |
| I35 - Ikke-reumatiske sygdomme i aortaklappen                                                 |
| I36 - Ikke-reumatiske sygdomme i trikuspidalklappen                                           |
| I37 - Sygdomme i pulmonalklappen                                                              |
| I38 - Endokarditis uden angivelse klapaffektion                                               |
| I39 - Endokarditis og lidelser i hjerteklapper ved sygdomme klassificeret andetsteds          |
| I40 - Akut myokarditis                                                                        |
| I41 - Myokarditis ved sygdom klassificeret andetsteds                                         |
| I42 - Kardiomyopati                                                                           |
| I43 - Kardimyopati ved sygdom klassificeret andetsteds                                        |
| I44 - Atrioventrikulært blok og venstresidigt grenblok                                        |
| I45 - Andre ledningsforstyrrelser i hjertet                                                   |
| I46 - Hjertestop                                                                              |
| I47 - Anfaldsvis takykardi                                                                    |
| I48 - Atrieflagren og atrieflimren                                                            |
| I49 - Andre hjerterytmeforstyrrelser                                                          |
| I50 - Hjertesvigt                                                                             |
| I51 - Dårligt definerede hjertesygdomme og komplikationer til hjertesygdomme                  |
| I52 - Andre hjertesygdomme ved sygdomme klassificeret andetsteds                              |
| I60-I69 - Karsygdomme i hjerne                                                                |
| I60 - Subaraknoidalblødning                                                                   |
| I61 - Hjerneblødning                                                                          |
| I62 - Andre ikke-traumatiske intrakranielle blødninger; SDH I62.0                             |
| I63 - Hjerneinfarkt                                                                           |
| I64 - Slagtilfælde uden oplysning om blødning eller infarkt                                   |
| I65 - Okklusioner og stenoser af præcerebrale arterier uden hjerneinfarkt                     |
| I66 - Okklusioner og stenoser af cerebrale arterier uden hjerneinfarkt                        |
| I67 - Andre cerebrovaskulære sygdomme                                                         |
| I68 - Karforandringer i hjernen ved sygdomme klassificeret andetsteds                         |
| I69 - Senfølger efter karsygdomme i hjernen                                                   |
| I70-I79 - Sygdomme i arterier, arterioler og kapillærer                                       |
| I70 - Åreforkalkning                                                                          |
| I71 - Aorta-aneurisme og aortadissektion                                                      |
| I72 - Andre aneurismer                                                                        |
| I73 - Andre sygdomme i perifere kar                                                           |
| I74 - Emboli og trombose i arterier                                                           |
| I77 - Andre sygdomme i arterier og arterioler                                                 |
| I78 - Sygdomme i kapillærer                                                                   |
| I79 - Forandringer i arterier, arterioler og kapillærer ved sygdomme klassificeret andetsteds |
| I80-I89 - Sygdomme i vener og lymfesystem IKA                                                 |
| I80 - Årebetændelse                                                                           |
| I81 - Trombose i portåren                                                                     |
| I82 - Anden venøs emboli og trombose                                                          |
| I83 - Varicer i underekstremiteter                                                            |
| I85 - Varicer i spiserøret                                                                    |
| I86 - Varicer med anden lokalisation                                                          |
| I87 - Andre sygdomme i vener                                                                  |
| I88 - Uspecifik betændelse i lymfekirtler                                                     |
| I89 - Andre ikke-infektiøse sygdomme i lymfesystemet                                          |
| I95-I99 - Andre og ikke specificerede kredsløbssygdomme                                       |
| I95 - Lavt blodtryk                                                                           |
| I97 - Kredsløbsforstyrrelser efter indgreb IKA                                                |
| I98 - Andre tilstande i kredsløbet ved sygdomme klassificeret andetsteds                      |
| I99 - Andre og ikke nærmere specificerede kardiovaskulære sygdomme                            |

| Lægevidenskab | Spire Denne artikel om lægevidenskab er en spire som bør udbygges. Du er velkommen til at hjælpe Wikipedia ved at udvide den. |